# جامع الإمام الباهر
جامع الإمام الباهر هو من مساجد الموصل الأثرية، ويرجع تاريخ بنائهِ إلى القرن السادس للهجرة من قبل أحد ملوك الأتابكيين الذين حكموا الموصل خلال الفترة 521-630 هـ، وكان في أول أمرهِ مدرسة، واتخـذ بدر الدين لؤلؤ من المدرسـة مشـهداً للإمام الباهر بن الإمام محمد الباقر، وصار البناء يعرف بمـشهد الإمام باهر، وفي عـام 699هـ جدد المغول أجـزاء من البناء بعد اعتناقهم الدين الإسلامي.

## المدرسة
مبنى المدرسة باقي لحد الآن وهو ذو شـكل مربع طول ضلعه 6,85م تعلوه قبة جميلة تستند على مقرنصات بشـكل مناطق. ويزين جـدران الغرفة زخارف جبسية على شـكل ألواح مربعة الشكل، ويوجد في أعلى الجدار الغربي وحدتان يزينهما زخارف جبسية بارزة كل منها على شكل نصف كرة مدببة ومزخرفة، ويقابلهما على الجدار المقابل وحدتان بنفس الشكل، وأرتفاع قبة الحـضرة يزيد على 15م وهي مـبنية بالجص وتتألف من قبتين بينها فراغ كما هو الحال في القباب التي أنشئت في العـهد الأتابكي بالموصل، وجـددت في القرن الثاني عشر للهجرة وزين ظاهرها بمناشير من الجص والحجارة فهـي مضلـعة.

## الحـضرة

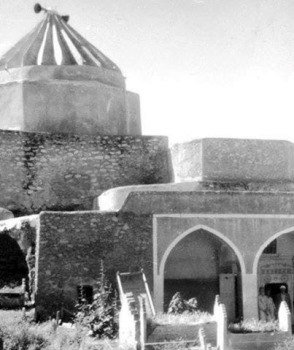
جـأمع الامـام الباهـر

الحضرة هي عبارة عن مبنى مستطيل الشكل على يمينهِ وشـمالهِ غرفـتان صـغيرتان تحوي كل منهما على قبة صـغيرة تستند على مقرنصات كثيرة، وكان للحضرة مدخل جميل من المرمر فيهِ نقوش ناتئة داخل جامات وفيه زخارف نباتيه مؤلفة من أوراق وأزهار بارزة في المرمر داخل مستطيلات يحيط به صورة ثعبانين بارزين في المرمر ملتفين على بعضهما بين مساحات متساوية تؤلفان نطاقا من المسـتطلات المذكورة، وهي على شـكل محاريب صغيرة يزين داخلها زخرفة على شكل مناشير ثلاثية تشبه المقرنصات ويكون رأس الثعابين في أعلى الباب، أما ذنباهما في أسفل جانبي الباب، مكتوب فوق الجبهة المدخل بالخط الكوفي «الملك لله» وعلى جانبي هاتين الكلمتين مكتوب بخط سخنى «مـحمد. علي»، ولكن المحراب تم نقله إلى القصر العباسي في بغداد من قبل مديرية الآثار العامة مع الآثار التي وجدت في هذهِ الحضرة، وأسـتعيض عنها بنـسخة من الاسمنت.

## المصلى
وهـو مبنى يتـكون من مسـتطيلين، المستطيل الشرقي يحتوي على محراب بسـيط الشكل بدون زخارف أو كتابة مسـيع بالجص وأضيف إلى المصلى من جهة الغرب مستطيل على أمتداد المصلى لا يزيد عرضة على 1.5م كأنه من الأروقة أمام البناء وفي عـام 1939م جـددت بعض أقسـام المصلى وسـيع سـطحة وفتح لهُ باب آخر وبني غرفة بجانب المصـلى لسكنى الخادم.

## المصـادر
1. ↑  كتاب: الموصل في العهد الأتابكي
2. ↑  كتاب: جـوامع الموصل في مختلف العصور
3. ↑  منية الأدباء في تاريخ الموصل الحدباء